# Charles Josiah Galpin
Charles Josiah Galpin (* 16. März 1864 in Hamilton, New York; † 1. Juni 1947 in Falls Church, Virginia) war ein US-amerikanischer Soziologe und gilt als einer der Begründer der Agrarsoziologie.
Galpin war Professor der Soziologie an der Universität Wisconsin und organisierte die Division of Farm Population and Rural Life beim US-amerikanischen Landwirtschaftsministerium. Er prägte den Begriff rurban (aus rural für ländlich und urban für städtisch), um den speziellen Charakter der Stadt-Land-Beziehung zu benennen.

## Schriften
- Rural Social Problems (1914)
- The Social Anatomy of an Agricultural Community (1918)
- My Drift into Rural Sociology (1937).